# 8 Heures de Bahreïn 2020
Navigation
Édition précédente Édition suivante
Les 8 Heures de Bahreïn 2020 sont la huitième et dernière manche du Championnat du monde d'endurance FIA 2019-2020 et la 8e édition de l'épreuve. Elles se sont déroulées le 14 novembre 2020 sur le Circuit international de Sakhir.

## La course

### Classement de la course
Voici le classement officiel au terme de la course.
- Les premiers de chaque catégorie du championnat du monde sont signalés par un fond jaune.
- Pour la colonne Pneus, il faut passer le curseur au-dessus du modèle pour connaître le manufacturier de pneumatiques.

| Pos | Classe    | no | Écurie                | Pilotes                                                  | Châssis                        | Pneus | Tours | Temps               |
| Pos | Classe    | no | Écurie                | Pilotes                                                  | Moteur                         | Pneus | Tours | Temps               |
| --- | --------- | -- | --------------------- | -------------------------------------------------------- | ------------------------------ | ----- | ----- | ------------------- |
| 1   | LMP1      | 7  | Toyota Gazoo Racing   | Mike Conway Kamui Kobayashi José María López             | Toyota TS050 Hybrid            | M     | 263   | 8 h 00 min 13 s 867 |
| 1   | LMP1      | 7  | Toyota Gazoo Racing   | Mike Conway Kamui Kobayashi José María López             | Toyota 2,4 L V6 Bi-Turbo       | M     | 263   | 8 h 00 min 13 s 867 |
| 2   | LMP1      | 8  | Toyota Gazoo Racing   | Sébastien Buemi Brendon Hartley Kazuki Nakajima          | Toyota TS050 Hybrid            | M     | 263   | +1 min 04 s 594     |
| 2   | LMP1      | 8  | Toyota Gazoo Racing   | Sébastien Buemi Brendon Hartley Kazuki Nakajima          | Toyota 2,4 L V6 Bi-Turbo       | M     | 263   | +1 min 04 s 594     |
| 3   | LMP2      | 37 | Jackie Chan DC Racing | Gabriel Aubry Will Stevens Ho-Pin Tung                   | Oreca 07                       | G     | 247   | + 16 Tours          |
| 3   | LMP2      | 37 | Jackie Chan DC Racing | Gabriel Aubry Will Stevens Ho-Pin Tung                   | Gibson GK428 4,2 L V8 Atmo     | G     | 247   | + 16 Tours          |
| 4   | LMP2      | 38 | Jota Sport            | António Félix da Costa Anthony Davidson Roberto González | Oreca 07                       | G     | 247   | + 16 Tours          |
| 4   | LMP2      | 38 | Jota Sport            | António Félix da Costa Anthony Davidson Roberto González | Gibson GK428 4,2 L V8 Atmo     | G     | 247   | + 16 Tours          |
| 5   | LMP2      | 29 | Racing Team Nederland | Frits van Eerd Giedo van der Garde Nyck de Vries         | Oreca 07                       | M     | 247   | + 16 Tours          |
| 5   | LMP2      | 29 | Racing Team Nederland | Frits van Eerd Giedo van der Garde Nyck de Vries         | Gibson GK428 4,2 L V8 Atmo     | M     | 247   | + 16 Tours          |
| 6   | LMP2      | 22 | United Autosports     | Filipe Albuquerque Philip Hanson Paul di Resta           | Oreca 07                       | M     | 247   | + 16 Tours          |
| 6   | LMP2      | 22 | United Autosports     | Filipe Albuquerque Philip Hanson Paul di Resta           | Gibson GK428 4,2 L V8 Atmo     | M     | 247   | + 16 Tours          |
| 7   | LMP2      | 36 | Signatech Alpine Elf  | Thomas Laurent André Negrão Pierre Ragues                | Alpine A470                    | M     | 246   | + 17 Tours          |
| 7   | LMP2      | 36 | Signatech Alpine Elf  | Thomas Laurent André Negrão Pierre Ragues                | Gibson GK428 4,2 L V8 Atmo     | M     | 246   | + 17 Tours          |
| 8   | LMGTE Pro | 92 | Porsche GT Team       | Michael Christensen Kévin Estre                          | Porsche 911 RSR-19             | M     | 235   | + 28 Tours          |
| 8   | LMGTE Pro | 92 | Porsche GT Team       | Michael Christensen Kévin Estre                          | Porsche 4,2 L Flat-6 Atmo      | M     | 235   | + 28 Tours          |
| 9   | LMGTE Pro | 91 | Porsche GT Team       | Gianmaria Bruni Richard Lietz                            | Porsche 911 RSR-19             | M     | 235   | + 28 Tours          |
| 9   | LMGTE Pro | 91 | Porsche GT Team       | Gianmaria Bruni Richard Lietz                            | Porsche 4,2 L Flat-6 Atmo      | M     | 235   | + 28 Tours          |
| 10  | LMGTE Pro | 71 | AF Corse              | Miguel Molina Davide Rigon                               | Ferrari 488 GTE Evo            | M     | 235   | + 28 Tours          |
| 10  | LMGTE Pro | 71 | AF Corse              | Miguel Molina Davide Rigon                               | Ferrari F154CB 3,9 L V8 Turbo  | M     | 235   | + 28 Tours          |
| 11  | LMGTE Pro | 97 | Aston Martin Racing   | Maxime Martin Richard Westbrook                          | Aston Martin Vantage AMR       | M     | 234   | + 29 Tours          |
| 11  | LMGTE Pro | 97 | Aston Martin Racing   | Maxime Martin Richard Westbrook                          | Aston Martin 4,0 L V8 Bi-Turbo | M     | 234   | + 29 Tours          |
| 12  | LMGTE Pro | 95 | Aston Martin Racing   | Marco Sørensen Nicki Thiim                               | Aston Martin Vantage AMR       | M     | 233   | + 30 Tours          |
| 12  | LMGTE Pro | 95 | Aston Martin Racing   | Marco Sørensen Nicki Thiim                               | Aston Martin 4,0 L V8 Bi-Turbo | M     | 233   | + 30 Tours          |
| 13  | LMGTE Am  | 56 | Team Project 1        | Jörg Bergmeister Egidio Perfetti Larry ten Voorde (en)   | Porsche 911 RSR                | M     | 232   | + 31 Tours          |
| 13  | LMGTE Am  | 56 | Team Project 1        | Jörg Bergmeister Egidio Perfetti Larry ten Voorde (en)   | Porsche 4,0 L Flat-6 Atmo      | M     | 232   | + 31 Tours          |
| 14  | LMGTE Am  | 83 | AF Corse              | Emmanuel Collard Nicklas Nielsen François Perrodo        | Ferrari 488 GTE Evo            | M     | 232   | + 31 Tours          |
| 14  | LMGTE Am  | 83 | AF Corse              | Emmanuel Collard Nicklas Nielsen François Perrodo        | Ferrari F154CB 3,9 L V8 Turbo  | M     | 232   | + 31 Tours          |
| 15  | LMGTE Am  | 88 | Dempsey-Proton Racing | Khaled Al Qubaisi Jaxon Evans Marco Holzer               | Porsche 911 RSR                | M     | 232   | + 31 Tours          |
| 15  | LMGTE Am  | 88 | Dempsey-Proton Racing | Khaled Al Qubaisi Jaxon Evans Marco Holzer               | Porsche 4,0 L Flat-6 Atmo      | M     | 232   | + 31 Tours          |
| 16  | LMGTE Am  | 54 | AF Corse              | Francesco Castellacci Giancarlo Fisichella Thomas Flohr  | Ferrari 488 GTE Evo            | M     | 232   | + 31 Tours          |
| 16  | LMGTE Am  | 54 | AF Corse              | Francesco Castellacci Giancarlo Fisichella Thomas Flohr  | Ferrari F154CB 3,9 L V8 Turbo  | M     | 232   | + 31 Tours          |
| 17  | LMGTE Am  | 86 | Gulf Racing           | Ben Barker Alessio Picariello Michael Wainwright         | Porsche 911 RSR                | M     | 232   | + 31 Tours          |
| 17  | LMGTE Am  | 86 | Gulf Racing           | Ben Barker Alessio Picariello Michael Wainwright         | Porsche 4,0 L Flat-6 Atmo      | M     | 232   | + 31 Tours          |
| 18  | LMGTE Am  | 57 | Team Project 1        | Jeroen Bleekemolen Ben Keating Dylan Pereira             | Porsche 911 RSR                | M     | 231   | + 32 Tours          |
| 18  | LMGTE Am  | 57 | Team Project 1        | Jeroen Bleekemolen Ben Keating Dylan Pereira             | Porsche 4,0 L Flat-6 Atmo      | M     | 231   | + 32 Tours          |
| 19  | LMGTE Pro | 51 | AF Corse              | James Calado Daniel Serra                                | Ferrari 488 GTE Evo            | M     | 231   | + 32 Tours          |
| 19  | LMGTE Pro | 51 | AF Corse              | James Calado Daniel Serra                                | Ferrari F154CB 3,9 L V8 Turbo  | M     | 231   | + 32 Tours          |
| 20  | LMGTE Am  | 77 | Dempsey-Proton Racing | Dennis Olsen Riccardo Pera Christian Ried                | Porsche 911 RSR                | M     | 231   | + 32 Tours          |
| 20  | LMGTE Am  | 77 | Dempsey-Proton Racing | Dennis Olsen Riccardo Pera Christian Ried                | Porsche 4,0 L Flat-6 Atmo      | M     | 231   | + 32 Tours          |
| 21  | LMGTE Am  | 90 | TF Sport              | Jonathan Adam Charlie Eastwood Salih Yoluç               | Aston Martin Vantage AMR       | M     | 231   | + 32 Tours          |
| 21  | LMGTE Am  | 90 | TF Sport              | Jonathan Adam Charlie Eastwood Salih Yoluç               | Aston Martin 4,0 L V8 Bi-Turbo | M     | 231   | + 32 Tours          |
| 22  | LMGTE Am  | 98 | Aston Martin Racing   | Paul Dalla Lana Ross Gunn Pedro Lamy                     | Aston Martin Vantage AMR       | M     | 231   | + 32 Tours          |
| 22  | LMGTE Am  | 98 | Aston Martin Racing   | Paul Dalla Lana Ross Gunn Pedro Lamy                     | Aston Martin 4,0 L V8 Bi-Turbo | M     | 231   | + 32 Tours          |
| 23  | LMGTE Am  | 62 | Red River Sport       | Kei Cozzolino Bonamy Grimes Colin Noble                  | Ferrari 488 GTE Evo            | M     | 231   | + 32 Tours          |
| 23  | LMGTE Am  | 62 | Red River Sport       | Kei Cozzolino Bonamy Grimes Colin Noble                  | Ferrari F154CB 3,9 L V8 Turbo  | M     | 231   | + 32 Tours          |
| 24  | LMP2      | 47 | Cetilar Racing        | Andrea Belicchi Roberto Lacorte Giorgio Sernagiotto      | Dallara P217                   | M     | 231   | + 32 Tours          |
| 24  | LMP2      | 47 | Cetilar Racing        | Andrea Belicchi Roberto Lacorte Giorgio Sernagiotto      | Gibson GK428 4,2 L V8 Atmo     | M     | 231   | + 32 Tours          |

## Pole position et record du tour
- Pole position :
- Meilleur tour en course :

## À noter
- Longueur du circuit : 5,412 km
- Distance parcourue par les vainqueurs :